# Rodrigue Tongué
Ne doit pas être confondu avec Tongué.
Rodrigue Ndeutchoua Tongué, né le 26 juillet 1979 à Yaoundé, est un journaliste camerounais.

## Biographie

### Enfance, éducation et débuts
Son père est originaire de Bana et sa mère de Banka. Il étudie à l’école publique de Messa à Yaoundé et de Biyem-assi. Après le certificat d’étude primaire élémentaire, il étudie au lycée de Biyem-Assi, au lycée de Nsam Efoulan à Yaoundé et au collège Saint Paul à Bafang à l’ouest du Cameroun où il obtient le baccalauréat. Il intègre le Centre international de la communication puis l’institut supérieur Siantou (Yaoundé) où il obtient un diplôme en communication. En 2012, il obtient une bourse d'études pour le Centre de formation et de perfectionnement des journalistes (CFPJ) de Paris.

### Carrière
Il commence sa carrière en 2005 comme rédacteur dans le magazine Leaders et Vedettes, puis, en 2007, il cofonde L’Intelligent de Yaoundé, mensuel d’informations et d’analyses, d'abord dans une version papier, puis sur internet. Ce journal fait faillite et en 2009, il rejoint Le Messager de Pius Njawé. En 2011, il est nommé chef du service politique, puis en 2013, il cumule cette fonction avec la coordination de la rédaction pour les régions du Centre, Sud et Est, comme rédacteur en chef-adjoint. En avril 2015, il devient reporter au service politique de Canal 2 International, première chaîne de télévision privée du Cameroun. Basée dans la ville de Douala, elle appartient à l'opérateur économique Émmanuel Chatué. En mai 2016, il rejoint la cellule de production de la chaîne, dans une unité chargée de l’information institutionnelle et de l’orientation stratégique de l’entreprise. Il la coordonne au niveau des régions Centre, Sud et Est.
Il présente les émissions Un jour un évènement durant neuf mois, puis L’Arène depuis 2016. Il a conçu en 2015, l’émission Diplomatude qui consiste à faire parler à travers des interviews et des enquêtes, le monde diplomatique.

## Démêlés avec la justice Camerounaise
Le 28 octobre 2014, il est accusé avec deux autres journalistes camerounais, Félix Cyriaque Ebolé Bola, secrétaire général de la rédaction du quotidien Mutations et ex-président du syndicat national des journalistes du Cameroun (Snjc), et Baba Wamé, chargé de cours à l’École supérieure des sciences et techniques de l’information et de la communication (Esstic), par ailleurs sous-directeur au ministère de la Communication, de détenir des informations menaçant la sécurité de l’État. Le reproche est  de n’avoir pas, courant juillet-août 2014, « averti les autorités militaires administratives ou judiciaires, d’informations de nature à nuire à la défense nationale ». Après la première audience du 28 octobre 2014 face à un juge, les trois hommes sont inculpés et mis sous surveillance judiciaire. Quatre mois après en février 2015, une mainlevée d’office sur la surveillance judiciaire est ordonnée. Après plus d’un an d’information judiciaire, le procès commence le 22 janvier 2016, au tribunal militaire de Yaoundé. Depuis lors, plusieurs renvois sans ouverture des débats ont lieu. Depuis son accusation par l’État camerounais, le journaliste et ses confrères reçoivent le soutien de plusieurs organisations. Sur le plan national, le Syndicat national des journalistes du Cameroun (SNJC) qui s’était satisfait en février 2015 de la signature par le juge d’instruction du tribunal militaire de Yaoundé, les 30 janvier et 6 février 2015, de l’ordonnance de mainlevée d’office de la surveillance judiciaire, demande avec insistance que ce procès à la « Kafka » prenne fin. Sur le plan international Cléa Kahn-Sriber, responsable du bureau Afrique de Reporters sans frontières déclare en octobre 2014 que « Cette inculpation est très inquiétante pour la liberté de l'information au Cameroun. » « Les journalistes n'ont pas à être des collaborateurs des agents de sécurité de l’État. Au contraire, ils se doivent de maintenir leur indépendance vis-à-vis du pouvoir s’ils veulent continuer à exercer. Leur demander de se transformer en informateurs des autorités, c'est tuer l'essence même de la profession journalistique.» indique-t-il. Amnesty International intervient également, exigeant, dans un communiqué publié le 21 janvier 2016, l'abandon par les autorités camerounaises des accusations de «non-dénonciation». Le lundi 30 octobre 2017, il est acquitté par le tribunal militaire de Yaoundé, tout comme Félix Cyriaque Ebolé Bola, et Baba Wamé.

## Distinctions
Le 12 décembre 2013 à Yaoundé, il reçoit le « 3e Prix Taigo 2013 financé par le gouvernement britannique, sur l’investigation journalistique » grâce à une enquête publiée dans Le Messager du 5 mars 2013 et intitulée, « Yaoundé : ces familles qui mangent dans la poubelle ». Le sujet retrace le parcours de quelques mères de famille qui fouillent les poubelles des marchés et les restes laissés sur les étals par les commerçants pour nourrir leurs enfants, en pleine capitale, pas loin du Palais présidentiel à Etoudi, faute de moyens financiers.
En janvier 2019, son émission « L'Arène » qu'il présente depuis 2016 est sacrée « Emission de l’Année 2018 » au Cameroun lors des « Awards des Médias ». C'est un vote populaire organisé depuis 2017 au Cameroun par Médiatude, une plateforme d’actualité spécialisée média sur le Web au Cameroun avec résonance auprès du grand public.